# Les cent millors cançons de Nadal
Les cent millors cançons de Nadal és un llibre de Joan Amades i Gelats, publicat l'any 1949. El llibre es divideix en dues parts: un pròleg escrit per Joan Amades, durant la tardor de 1949, i un recull de les 100 millors cançons de Nadal (que conté títol, partitura i lletra de les cançons). Aquest recull va ser fet amb la col·laboració de Joan Tomàs i Parés.

## Continguts del pròleg
A l'inici del pròleg, Amades exposa que hi ha dos moments en què el poble se sent músic: per Nadal (quan Jesús neix) i per Pasqua de Resurrecció (quan Jesús ressuscita). Aquí es presenta la relació de la temàtica de les cançons de Nadal amb la religió cristiana. Especifica que el sentiment que mou a cantar és "un sentiment artístic profund i racial” (p. 7). Explica que la música de Nadal és vocal i instrumental. Però els instruments per a fer música de Nadal són “simples i primitius” (p. 7), semblants als que s'utilitzen en “cultures endarrerides” (p. 7). Amades, en el pròleg, també explica que la música de Nadal presenta "la manifestació de cultura musical més reculada” (p. 7), que ha sobreviscut a través de centenars de generacions i generacions.
Descrivint l'estil de les cançons de Nadal, Amades apunta que tenen un "to de simplicitat i rusticitat” (p. 8) i un "caient intensament primari” (p. 8), amb motiu de la influència pastoral, que és l'estament més primari, en els successos de Nadal. Tot i que afirma que l'estament dels pastors és dels més baixos, explica que aquests ofereixen un camp valuós per als investigadors etnògrafs.
Quant a l'estil literari de les cançons de Nadal, subratlla la mediocritat, pobresa i monotonia de les seves lletres. Però diu que és aquesta senzillesa la que els atorga la gràcia, simpatia i ingenuïtat que les caracteritzen, i que les fan perdurar a través dels anys.
En el pròleg també s'explica l'origen “obscur i llunyà” (p. 8), de les cançons de Nadal. Amades exposa que les cançons de Nadal provenen dels drames sagrats litúrgics de l'edat medieval. Per ell, aquests drames s'assemblen al teatre clàssic grec i llatí. Això porta a pensar que el drama i, conseqüentment, les nadales són d'ascendència clàssica. Joan Amades explica breument algunes de les característiques dels drames sagrats litúrgics d'època medieval, per fer una associació amb les nadales. Explica que el poble prenia part en la representació dels drames, i hi cantava. Els pastors hi intervenien molt, d'aquí l'aire pastoral. Aquest fet va suposar la incorporació d'elements profans i populars en els drames sagrats. També eren compostos per eclesiàstics, però de mica en mica l'element religiós va perdre rellevància i va donar pas al profà. Amades conclou els paràgrafs sobre l'origen de les cançons de Nadal dient: “Les nadales són un deix llunyà d'aquells cants sagrats de la vella litúrgia medieval” (p. 15).
Pel que fa a com es cantaven les cançons nadalenques segles enrere, Amades explica que un grup escollit se situava dalt del cor de l'església, i duia la veu principal. La resta dels fidels el seguien des de sota, a la nau de l'església. Quan hi havia organista, aquest tocava les tonades de cançons populars que el poble corejava. Els organistes s'anotaven en quaderns les tonades per poder-ne recordar moltes. Aquests quaderns, subratlla, han significat uns documents molt importants per les melodies recollides. Les cançons, però, no només se sentien dins les esglésies. Als carrers o a les cases dels benestants, els cecs i pidolaires feien cors i cantaven nadales acompanyats de músics.
Una observació interessant que fa sobre les cançons de Nadal és que estan constituïdes per música i poesia. Però hi havia pocs creadors de música i molts de poesia. Per aquesta raó unes quantes melodies dels cançoners es repeteixen.
En el pròleg es fa esment a les dues millors melodies de Nadal. Segons Amades, aquestes són «El noi de la mare» i el «Desembre congelat». Afirma que són les melodies de cançons “amb més mèrit musical a casa nostra” (p. 21). Explica també la història d'aquestes dues cançons: la melodia del Desembre congelat es troba al segle xv en una cançó francesa de taverna; mentre que El Noi de la Mare havia format part com a frase melòdica principal de la marxa típica de la infanteria espanyola, a les guerres de Flandes. A Portugal i a Galícia tenen cançons amb la mateixa tonada (tot i que canvien el caràcter i alguns ritmes).
Seguidament, Joan Amades fa una classificació de les cançons de Nadal. En termes generals, apunta que es poden classificar en dos grans grups: en el primer, hi hauria aquelles cançons que són solemnes, greus i serioses; en el segon, les que són alegres, festives i joioses. Les cançons del primer grup, les solemnes, són cançons que narren detalls de les Santes Escriptures; mentre que les alegres canten l'adoració dels pastors i dels reis al nen Jesús. Per una banda, les cançons solemnes sembla que provenen del cant litúrgic, d'acord amb el cerimonial i amb la música de l'interior de l'església, i que foren compostes per mestres de capella, organistes i especialistes en música religiosa. Per altra banda, les alegres són més d'origen profà i d'aire pastoral. Obres de pastors, músics, malgrat les seves limitacions tècniques.
Els mitjans de conservació, difusió i propagació de les nadales han estat, segons Amades: el pessebre, perquè la mainada hi canta al davant les nadales que han après dels pares i avis; i els “ceguets i captaires cantaires” (p. 18), que imploren la compassió del poble amb les nadales. Durant les èpoques de l'any que no era Nadal, els captaires, que ja no cantaven les nadales, les venien estampades en fulls. Aquest fet ha significat un element notable per a la propagació dels textos de les cançons de Nadal.

## Metodologia de la publicació
La metodologia que Amades va emprar per a realitzar aquesta publicació fou: realitzar comentaris, resultat d'examinar tot el cançoner nadalenc català; triar les millors cançons pel seu valor i interès; ordenar-les cronològicament, seguint els episodis del misteri de Nadal; denominar-les amb un títol (totes tenen un contingut similar, per aquesta raó va estipular la primera frase de cada cançó com a títol).
Part de les melodies han estat recollides per Joan Tomàs i Parés (sotsdirector de l'Orfeó Català). Entre Amades i Tomàs van transcriure les melodies a partir d'escoltar els cantaires humils, que gentilment compartien la poesia que posseïen.

## Impacte de l'obra
El seu treball conserva un gran valor, com a testimoni secular de la sensibilitat d'un país, com a lectura que convida al record i a la descoberta, i com a eina profitosa de consulta. Amades tenia un esperit de fomentar el contacte i la comunicació, la identificació i l'estimació per la cultura popular i tradicional catalana.
Sovint s'ha titllat de poc rigorós en la seva metodologia, però cal recordar que el seu autodidactisme i els seus problemes de vista varen afectar la seva tasca. Aquesta tasca fou, bàsicament, la recopilació d'alguns aspectes de la cultura popular en estat de transformació o a punt d'extinció. Aquest plantejament s'ha de tenir sempre present per entrar en contacte amb els seus materials.
El moment científic, etnològicament parlant, en què es formà i portà la investigació i producció, va estar marcat per l'historicisme, és a dir, no per l'observació de la societat en els aspectes més dinàmics (moviments de població, estructures cognitives, etc.), sinó per veure la cultura d'un grup en clau històrica, visió que queda palesa en la seva publicació, quan cerca l'origen de les cançons de Nadal en els drames litúrgics sagrats de l'edat mitjana. Així, quan començà a treballar, la ciència etnogràfica estava supeditada a l'estudi dels orígens i l'evolució de la cultura humana.